# 李泰哲
李 泰哲（李 泰鉄	、リ・テチョル、朝鮮語: 리태철、1947年 - ）は、朝鮮民主主義人民共和国の軍人、政治家。人民保安省第一副相、朝鮮人民内務軍司令官。朝鮮労働党中央委員会委員候補などを歴任。朝鮮人民軍における軍事称号（階級）は上将。

## 経歴
1947年に生まれた。出生地は不明。1992年に中将に昇進。1993年に朝鮮労働党中央委員会委員候補に選出され、朝鮮人民軍部隊長を務めた。1996年に朝鮮人民軍教導指導局長に就任し、1997年に上将に昇進、1998年に最高人民会議第10期代議員に選出された。2010年に人民保安部第一副部長に就任し、2011年11月9日に中国・北京を訪問し、孟建柱公安部長、李継耐総政治部主任と会談を行い、脱北者問題や国境警備強化などについて話し合った。2016年5月に開催された朝鮮労働党第7次大会で党中央委員会委員候補に選出されなかった。2017年10月26日にアメリカ財務省から、人権侵害に関与したとして金融制裁を受けた。就任時期は不明であるが、朝鮮人民内務軍司令官に就任している。

## 参考サイト
북한정보포털